# さんすう刑事ゼロ
『さんすう刑事ゼロ』（さんすうけいじゼロ）とは、NHK Eテレで2013年4月から2025年3月まで放送されていた小学校高学年向け教育番組である。字幕放送。

## 概要
この番組では、ミステリードラマの形式を用い、ベテラン刑事ゼロと新人刑事イチが「さんすう（算数）」を使って難事件に挑むもので、小学生が苦手な「分数」「割合」「図形」などを分かりやすく伝えるものである。
番組のエンディングでは、「さんすう犬ワン」同様本編ラストにその回のキャストスタッフを表示。その後画面が切り替わり、その回のまとめとなる図表を提示して「さんすう刑事ゼロ（番組ロゴ。画面左上）終 制作・著作/NHK（画面右下）」と表示される。脚本は大塩哲史と千葉美鈴が担当した。
勉強に向けた、このマンガが存在する。
放送ライブラリーでは第1回が公開。
2025年3月を以て地上波での放送終了。半年後の10月6日より後継番組『算数バトル マスマスター』のレギュラー放送を開始する予定。なお、本番組の公式サイトでのアーカイブ配信は当面の間継続する。

## 放送時間
いずれも日本時間。
| 期間                | 放送時間                                             |
| ------------------- | ---------------------------------------------------- |
| 2013年度            | 月曜日 09:10 - 09:20、月曜日 15:30 - 15:40（再放送） |
| 2014年度            | 月曜日 09:30 - 09:40                                 |
| 2015年度            | 月曜日 09:30 - 09:40、水曜日 15:30 - 15:40（再放送） |
| 2016年度 - 2019年度 | 月曜日 09:50 - 10:00                                 |
| 2020年度            | 月曜日 09:55 - 10:05                                 |
| 2022年度 - 2023年度 | 月曜日 09:45 - 09:55                                 |

## 登場人物

### レギュラー
善田 良郎
演 - モロ師岡
警視庁生活安全部分室さんすう捜査課（通称・さんすう課）に所属するベテランの警部補。51歳。通称「ゼロ」。イチと共に数々の事件を解決するために日々精勤する。口ぐせは「数字のにおいがする」と「あきらめない、あきらめない」。字幕の色は黄色。
一之瀬翔太
演 - 加藤慶祐
さんすう課に最近配属された新人巡査。通称「イチ」。25歳。視力3.0。算数は苦手だが、時に意外なヒラメキを見せて事件解決の糸口を作ることもある。字幕の色は水色。
主任（ナタリー）
声 - 小松由佳
さんすう課の警部。姓名などは不明でゼロ、イチは顔も見た事がない。通常は正二十面体の通信機やタブレット型端末機器を通して二人に指示を出す。字幕の色は緑色。
事件が発生すると同時にゼロ、イチに報告する。それから通信機からスクリーンの光を発し、ホワイトボードに事件に関連する人物を映し出す、役割をしている。

### 主なゲスト
中目中（なかめ あたる）
演 - 池田鉄洋
第1話「時計のトリックを見破れ」に登場。古いカメラを集めるのが趣味のカメラマンで、金持ちの屋敷から貴重なカメラを盗んだ犯人。午前2時2分の時刻を示した観覧車を自分がぶら下がった状態で撮影し、午後8時20分の写真に見せかけてアリバイを作ったが善田に見破られた。
成宮数美 （なるみや かずみ）
演 - 小沢真珠
第2話「謎の暗号を解読せよ」に登場。画廊のオーナーで、部下の男性に高価な絵画を盗ませていた。1と素数を記号化した暗号を使って部下とやり取りをしていたがこれをさんすう課に解読され御用となった。
角田四郎（かくた しろう）
演 - 永井寛孝
第3話「消えた指輪を探し出せ」に登場。角田まなみの父。優介がまなみを任せられる人かどうかを確かめようと指輪をケーキの中に隠したため、騒動を招いてしまった。
角田まなみ
演 - 高橋まどか
第3話に登場。角田四郎の一人娘。父が起こした騒動に巻き込まれる。
丸井優介（まるいゆうすけ）
演 - 伊藤毅
第3話に登場。角田まなみの新郎。ケーキが菱形かどうかを確かめる際、ネクタイを定規の代わりに使う機転の良さを見せた。
車辰二郎 （くるま たつじろう）
演 - 小嶋尚樹
第4話「犯人の身長をつきとめろ」に登場。商店街の組合会長。ニュースで商店街が話題になればという出来心からたぬキングの像に落書きをしてしまう。
大角正（おおすみ ただし）
演 - 八十田勇一
第5話「タイルの秘密を調査せよ」に登場。タイル会社の社長。敷き詰めができない正五角形のタイルを使って地面が凸凹しているように見せかけて工事代をだまし取る「ボコボコ詐欺」の首謀者だが、さんすう課に見破られた。
長田大吉
演 - 斎藤洋介
第6話「宝の地図をよみとけ」に登場。通称「チョウさん」。刑事課の警部補。6年前の宝石盗難事件の解決をさんすう課に依頼した。
安倍集子（あべ しゅうこ）
演 - さとう珠緒
第7話「入学オーディションの不正をあばけ」に登場。バレエ学校の事務。金銭欲と才能のある人への嫉妬からオーディションで初心者のみが合格するように細工をしていた。
速水健（はやみ けん）
演 - 元木聖也
第8話「時速35キロメートルの犯人をさがせ」に登場。体育大学生。大会で勝たなければというプレッシャーに耐えられず、高級メロンを盗んでしまう。
古山真一
演 - 清水章吾
第9話「価格の”からくり”をあばけ」に登場。イチのお気に入りの「古山珈琲店」のマスター。金田に騙されて赤字になり、休業を考えるまでに追い詰められた。
金田満
演 - 川連廣明
第9話に登場。水の配達を行う業者。15ℓ入りのボトルを20ℓと偽って古山を騙すがさんすう課に見破られた。
水川ふたば（みずかわ ふたば）
演 - 小島梨里杏
第10話「分数詐欺のトリックを見やぶれ」に登場。洋菓子店「タルト・グランデ」で働くアルバイト店員。東に騙され窃盗の疑いをかけられたが、さんすう課の活躍で無実が証明された。
東大吉（あずま だいきち）
演 - 黒瀬純 （パンクブーブー）
第10話に登場。「タルト・グランデ」にタルトを買いに来た男性。ブロックチョコレートを使って分母分子をそのまま足す誤った計算を水川に信じ込ませ、さらには通分をしていないと一ノ瀬が指摘をすれば開き直ってやり込めるなど、かなり面の皮が厚く狡猾な性格。しかし実物のタルトを使った証明には反論出来ずに「僕の負けです。どうしても試してみたかったんです。この分数トリック（誤った計算法）なら騙せると思ったのに」と泣き崩れて白状し、善田から追い討ちをかけられるように「君の考えは、このタルトより甘～いですなぁ!」と駄洒落を言われたことでさらに大泣きしてしまった。
比留間俊夫（ひるま としお）
演 - つぶやきシロー
第11話「2020枚のメダルを確かめろ」に登場。メダル製造を行う工場の従業員。1枚8.08gの国産機関車製造100周年記念の純金メダルの重量を8gと偽り、一部のメダルを騙し取ろうとしたが善田と一ノ瀬に見破られた。
東海林健（しょうじ けん）
演 - 田村裕（麒麟）
第12話「『四捨五入』の心理トリックに気をつけろ」に登場。「おんがく刑事ドレミ」の作者である漫画家。山本に原稿料の一部を横領された。
山本知恵（やまもと ちえ）
演 - はいだしょうこ
第12話に登場。出版社に勤務する編集者。東海林に支払われる原稿料の一部を横領し、それを東海林に責められると「少しくらい貰ったっていいじゃない」と一ノ瀬が驚愕するほどに開き直る強欲かつ厚かましい性格。
榊治五郎（さかき　じごろう）
演 - 新井量大
第13話「土地を等しく分割せよ」に登場。榊書道道場師範。物忘れがひどい。
長谷川薫 （はせがわ かおる）
演 - 田尾きよみ
第13話に登場。榊の姪。千田と共に物忘れがひどい叔父の面倒を見ている。
千田早人 （ちだ はやと）
演 - 石井正則
第13話に登場。榊の弟子。榊の土地の分け方を勘違いしたために騒動を招いてしまう。
平ひとし（たいら ひとし）
演 - デビット伊東
第14話「社長のデータねつ造を見ぬけ」に登場。サッカースタジアムでジュースを販売する会社の社長。妻の小遣いが少ないため、その埋め合わせとして坪根を利用しアルバイトの女性たちから金を吸い上げていたが、彼女の内部告発でバレてしまった。
坪根たか子（つぼね たかこ）
演 - エド・はるみ
第14話に登場。サッカースタジアムでジュースを販売するアルバイトの1人。平社長の金集めのために利用されていた。
杉田茂雄（すぎた しげお）
演 - 秋野太作
第15話「ピザ5/4枚の難問を解け」に登場。一人暮らしをする老人の男性。一人暮らしの寂しさに耐えられなくなり、ピザ屋に迷惑電話をかけてしまう。
ベルナール
演 - デイビッド・マギルヴァリ
第16話「秘伝のソースを見つけ出せ」に登場。フランス料理店「ラ・メール」の店長。料理に使うソースを完成させた直後、無理がたたって重体になってしまう。
鳥山和樹（とりやまかずき）
演 - 笠原秀幸
第16話に登場。ベルナールの弟子。無理をしてソースを作っていたベルナールを心配していた。
牟田広康（むた ひろやす）
演 - 浜野謙太
第16話に登場。「ラ・メール」のアシスタントシェフ。牛尾の言葉に乗せられ、ベルナールが作ったソースを盗もうとしたが善田に見破られ、牛尾とともに「すみませんでした〜!」と土下座して謝罪した。
牛尾久（うしお ひさし）
演 - 犬塚征男
第16話に登場。レストラン「ソレイユ」のシェフ。牟田を利用して「ラ・メール」のソースを手に入れようとした。
安井高子（やすい たかこ）
演 - 遠藤久美子
第17話「ショッピングTVの手口を探れ」に登場。「ショッピングTV 40・60」の社長で「他店より1%でも安く」がモットー。しかし金銭欲に目が眩んでフランス製バッグを「4割引」ではなく「2割引のさらに2割引」と言って多くの金を集めてしまい、客の期待を裏切ってしまった。
円井周治（まるい しゅうじ）
演 - 我修院達也
第18話「タイヤが残した証拠を解読せよ」に登場。円井自転車店店長。ホームセンターが出来たことによって客を取られたために山田を恨み、自分の自転車のタイヤの直径が山田のそれのちょうど2倍であることを利用し、妻と共同で山田を窃盗犯にしたてあげようとしたが善田に見破られた。
円井千賀子
演 - 平田敦子
第18話に登場。円井の妻。
山田タカシ（やまだ タカシ）
演 - 山中アラタ
第18話に登場。ホームセンターの店長。恨みを抱いた円井に罪を擦りつけられかけた。
立山太司（たてやま たいじ）
演 - 川村陽介
第19話「蔵の秘宝をとりもどせ」に登場。立山たい子の息子。母が起こした騒動に巻き込まれる。
立山たい子（たてやま たいこ）
演 - 加藤美智子
第19話に登場。立山太司の母。亡き夫から貰った三角柱の万華鏡が売られては困ると思い、こっそり蔵から持ち出したことで騒動を招いてしまう。
古谷藤吉（ふるや とうきち）
演 - 薬師寺順
第19話に登場。太司から骨董品の鑑定を依頼された鑑定士。知人から六角柱のおみくじ箱を預かっていたため、立山家の蔵から宝を持ち出した容疑者の1人とされた。
甲斐武（かい たけし）
演 - 福田靖久
第19話に登場。太司から蔵の取り壊しを依頼された建築士。直方体（四角柱）の工具箱を持っていたため、立山家の蔵から宝を持ち出した容疑者の1人とされた。またこの工具箱にはかなりの愛着を持っているようで、古谷に「(この工具箱には)大した価値はおまへん」と言われた際には怒る様子を見せた。
佐久間直之（さくま なおゆき）
演 - 蔵内秀樹
第20話「博士の居場所を推理せよ」に登場。国立立体大学の博士でロボット「サックマン」の開発者。鈴木に監禁されてしまうが、空き箱で自らの居場所を示すメッセージを作り、これを解読したさんすう課に救出された。
鈴木研一（すずき けんいち）
演 - 須藤公一
第20話に登場。西京大学の博士。研究が失敗続きだったことと佐久間に対する羨ましさから佐久間を監禁して技術を盗もうとした。

### その他ゲスト
- 篠田光里 - 中目に写真を撮ってもらっていた女性（第1話）
- 堤隆博 - 数美の部下（第2話）
- 大島蓉子 - 日比野たえ子（飴屋の店主）(第4話)
- 森康子 - 大角の被害に遭った女性（第5話）
- 山崎満 - 梨農家
- 大浜直樹、谷中恵輔、森大 - 宝石強盗犯三人組（第6話）
- 辻川幸代 - 安倍にお金を渡していた女性
- 若尾綾香 - 美希（国立バレエ大学の受験生）　（第7話）
- 三浦景虎 - メロン農家
- 国分崇 - 速水のコーチ（第8話）
- 関野昌敏 - タルト・グランデの店長（第10話）
- 長野克弘 - 大坪（出版社の社長）（第12話）
- 田巻篤、中村舞 - 四角ピザの店員
- 佐伯新 - 生地吾郎（四角ピザの店長）
- 益田愛子、ザンヨウコ、亀田梨紗 - 安井の被害に遭った女性達

## 放送リスト
- 基本的に本放送の翌週は再放送となる。また、当該週の放送日が祝日の場合は特別編成の関係から休止となる。
- 放送がスタートした2013年度は昼に再放送枠があり、こちらは祝日の場合であっても原則としてそのまま放送を行った。ただし、『NHK全国学校音楽コンクール』の中学校の部が放送された2013年10月14日は昼放送分も休止となった。
- 2014年度以降は2013年度放送分の再放送となっている。
- 2014年10月6日放送予定だった第11回「2020枚のメダルを確かめろ」は、NHK総合テレビで台風18号関連のニュースを優先することに伴い、本来ならNHK総合テレビで放送する予定だった国会中継（第187回国会 衆議院予算委員会 予算実施状況集中審議[8]）をNHK Eテレで代替放送したことにより中止、10月9日 26:20 - 26:30（10月10日未明2:20 - 2:30）に延期された[9]。

| 回 | 初回放送日     | タイトル                                           |
| -- | -------------- | -------------------------------------------------- |
| 01 | 2013年04月08日 | 時計のトリックを見破れ〜対称〜                     |
| 02 | 2013年04月22日 | 謎の暗号を解読せよ〜素数〜                         |
| 03 | 2013年05月13日 | 消えた指輪を探し出せ〜四角形〜                     |
| 04 | 2013年05月27日 | 犯人の身長をつきとめろ〜比〜                       |
| 05 | 2013年06月10日 | タイルの秘密を調査せよ〜しきつめ〜                 |
| 06 | 2013年06月24日 | 宝の地図をよみとけ〜拡大図と縮図〜                 |
| 07 | 2013年07月08日 | 入学オーディションの不正をあばけ〜整数の性質〜     |
| 08 | 2013年08月19日 | 時速35キロメートルの犯人をさがせ〜速さ〜           |
| 09 | 2013年09月09日 | 価格の”からくり”をあばけ〜単位量あたりの大きさ〜   |
| 10 | 2013年09月30日 | 分数詐欺のトリックを見やぶれ〜分母が異なる足し算〜 |
| 11 | 2013年10月07日 | 2020枚のメダルを確かめろ〜比例〜                   |
| 12 | 2013年10月21日 | 「四捨五入」の心理トリックに気をつけろ〜がい数〜   |
| 13 | 2013年11月11日 | 土地を等しく分割せよ〜図形の面積〜                 |
| 14 | 2013年11月18日 | 社長のデータねつ造を見ぬけ〜資料の平均〜           |
| 15 | 2013年12月02日 | ピザ5/4枚の難問を解け〜仮分数と帯分数〜            |
| 16 | 2014年01月06日 | 秘伝のソースを見つけ出せ〜メートル法〜             |
| 17 | 2014年01月20日 | ショッピングTVの手口を探れ〜百分率〜               |
| 18 | 2014年02月03日 | タイヤが残した証拠を解読せよ〜円周率〜             |
| 19 | 2014年02月17日 | 蔵の秘宝をとりもどせ〜角柱〜                       |
| 20 | 2014年03月03日 | 博士の居場所を推理せよ〜立方体〜                   |

## スタッフ
- 脚本 - 大塩哲史[5]
- 音楽 - 諸橋邦行[5]
- CG - 新田実[5]